# Pérassay
Pérassay ist eine französische Gemeinde mit 415 Einwohnern (Stand: 1. Januar 2022) im Département Indre in der Region Centre-Val de Loire. Sie gehört zum Arrondissement La Châtre, zum Kanton La Châtre und zum Gemeindeverband La Châtre et Sainte Sévère. Die Einwohner werden Pérassayens genannt.

## Lage
Pérassay ist die östlichste Gemeinde des Départements Indre. Sie liegt etwa 38 Kilometer südsüdöstlich von Châteauroux an der Mündung der Taisonne in die Indre. An der südwestlichen Gemeindegrenze verläuft das Flüsschen Palles, das der Indre zustrebt. Umgeben wird Pérassay von den Nachbargemeinden Feusines im Norden und Nordwesten, Lignerolles im Norden, Saint-Saturnin im Osten, Saint-Priest-la-Marche im Süden und Südosten, Vijon im Süden, Vigoulant im Südwesten sowie Sainte-Sévère-sur-Indre im Westen und Nordwesten.

## Bevölkerungsentwicklung
| Jahr                      | 1962 | 1968 | 1975 | 1982 | 1990 | 1999 | 2006 | 2018 |
| Einwohner                 | 700  | 650  | 535  | 501  | 449  | 443  | 400  | 364  |
| Quelle: Cassini und INSEE |      |      |      |      |      |      |      |      |

## Sehenswürdigkeiten

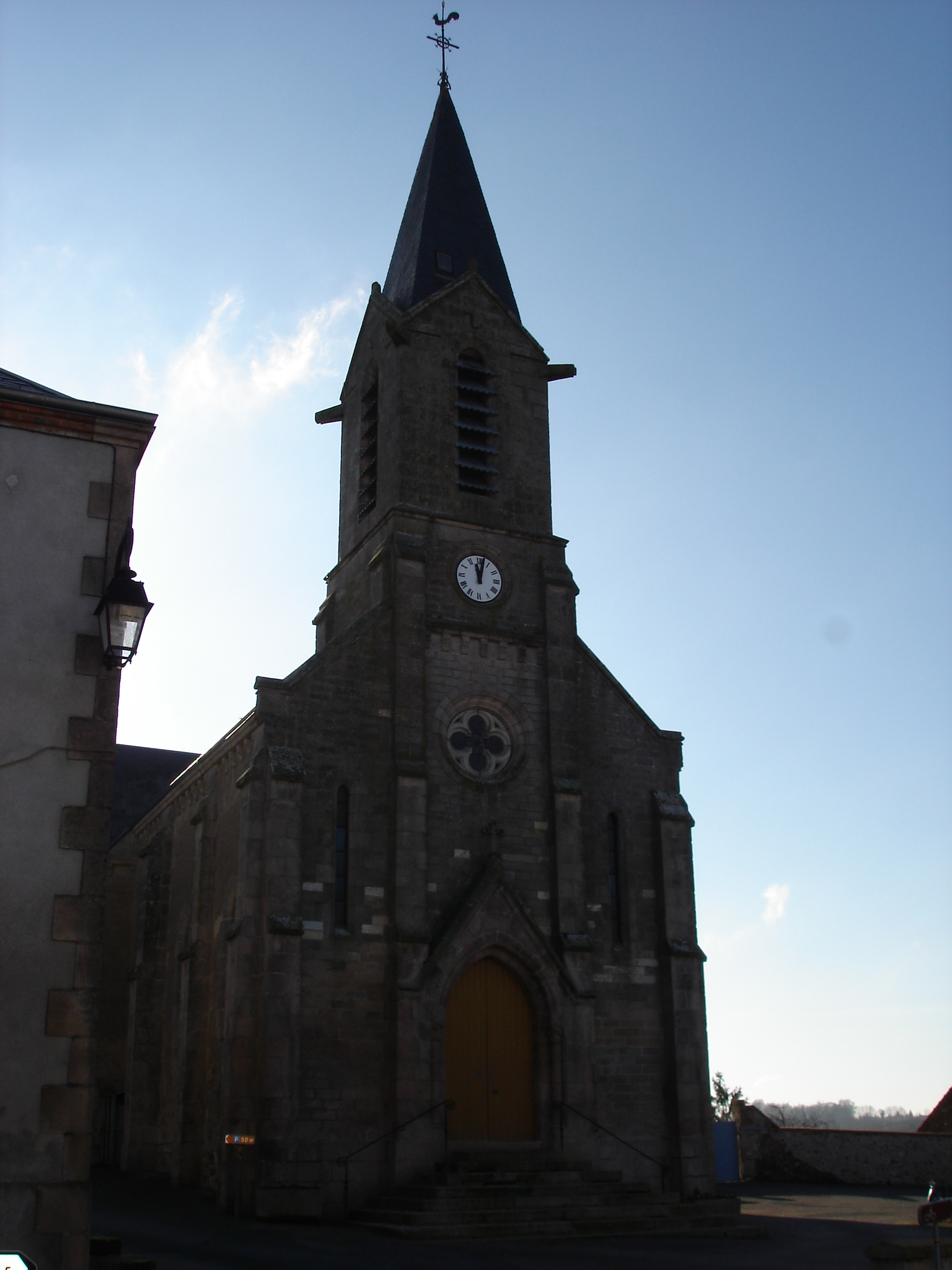
Kirche Saint-Désiré

- Kirche Saint-Désiré